# Puchar Andory w piłce nożnej (2003)
Copa Constitució 2003 czyli (Puchar Andory w piłce nożnej 2003) to coroczny turniej piłkarski w Andorze.

## I runda
Pierwsza runda rozgrywek miała miejsce 16 marca 2003.
| Drużyna 1         | Wynik | Drużyna 2          |
| ----------------- | ----- | ------------------ |
| Lusitanos B       | 0:11  | UE Engordany       |
| Santa Coloma B    | 1:2   | FC Casa Benfica    |
| CE Principat B    | 3:5   | FS La Massana      |
| Sporting Escaldes | 3:7   | Atlètic d’Escaldes |

## II runda
Drugą rundę rozegrano 11 maja 2003.
| Drużyna 1          | Wynik | Drużyna 2    |
| ------------------ | ----- | ------------ |
| FS La Massana      | 0:4   | Lusitanos    |
| UE Engordany       | 5:0   | FC Rànger's  |
| Atlètic d’Escaldes | 0:1   | FC Cerni     |
| FC Casa Benfica    | 1:3   | CE Principat |

## Ćwierćfinały
Ćwierćfinały rozegrano 18 maja 2003.
| Drużyna 1    | Wynik | Drużyna 2        |
| ------------ | ----- | ---------------- |
| Lusitanos    | 1:0   | FC Encamp        |
| UE Engordany | 0:6   | FC Santa Coloma  |
| FC Cerni     | 3:6   | Inter D'Escaldes |
| CE Principat | 0:3   | UE Sant Julià    |

## Półfinały
Półfinały rozegrano 23 maja 2003.
| Drużyna 1     | Wynik | Drużyna 2        |
| ------------- | ----- | ---------------- |
| Lusitanos     | 0:1   | FC Santa Coloma  |
| UE Sant Julià | 6:1   | Inter D'Escaldes |

## Finał
Finał został rozegrany 16 maja 2004.
| Drużyna 1       | Wynik | Drużyna 2     |
| --------------- | ----- | ------------- |
| FC Santa Coloma | 5:3   | UE Sant Julià |